# Писарят
„Писарят“ (на английски: The Adventure of the Stockbroker's Clerk) е разказ на писателя Артър Конан Дойл за известния детектив Шерлок Холмс. За първи път е публикувана през 1893 г. в списание „Странд“, с илюстрации от Сидни Паджет. Включен е в книгата „Мемоарите на Шерлок Холмс“, публикувана през 1894 година.

## Сюжет
Внимание:  Текстът по-долу разкрива сюжета на произведението (или части от него)!
Три месеца след женитбата на Уотсън Холмс му предлага да участва в поредното разследване за клиента му – господин Хол Пайкрофт. Пайкрофт разказва, че в рамките на пет години е работил като писар в офиса на брокерска фирма до нейния фалит. След като изхарчва всичките си спестявания, Пайкрофт пише заявление за работа в известната комисионерска фирма Маусън и скоро получава положителен отговор оттам. Една вечер в апартамента на Пайкрофт идва господин Артър Пинар, брюнет с черна брада, представяйки се за финансов агент. Пинар предлага на Пайкрофт да стане търговски директор на „Френско-Средиземноморско Харуардско дружество“, с годишна заплата от 500 фунта стерлинги. Пинар убеждава Пайкрофт да приеме предложението му и му дава аванс, като Пайкрофт е помолен да напише молба за работа. Пайкрофт пита Пинар за това как да постъпи по отношение на Маусън и Пинар го убеждава да не ги уведомява за решението си.
На следващия ден Пайкрофт отива в Бирмингам, където се срещна с Хари Пинар. Този човек много прилича на брат си Артър, но няма брада, и е с по-светли коси. Пайкрофт е поразен от новото си място на работа – малка, мизерна стая. Хари Пинар възлага на Пайкрофт първата задача, която му изглежда нелепа.
Въпреки че странната задача и нищожната нова работа изглеждат на Пикрофт подозрителни, той решава да отработи получения аванс. Той свършва работата, но после Хари Пинар възлага Пайкрофт нова задача и му препоръчва, смеейки се, да не се отдава на почивка. Пайкрофт с ужас вижда, че на един от зъбите на Хари Пинар има златна пломба. Пайкрофт е видял същата пломба на същия зъб и по време на разговора си с Артър Пинар. Той разбира, че в Лондон и Бирмингам говори с едно и също лице. Не разбирайки каква е целта на тази странна игра, Пайкрофт решава да се обърне към Холмс.
Холмс предлага на Пайкрофт да отидат при мъжа, който се представя за „братя Пинар“, като две лица търсещи работа и при личната среща да се опитат да изяснят случая.
Влизайки в офиса на дружеството Холмс, Уотсън и Пайкрофт виждат „Пинар“ с изкривено от отчаяние лице. Холмс се представя за „счетоводителя Харис“, а Уотсън – за „писаря Прейс“, двама души, които търсят работа. „Пинар“ моли посетителите да изчакат, докато той влиза в съседната стая, където прави опит за самоубийство, опитвайки се да се обеси на собствените си презрамки. Холмс и Уотсън разбиват вратата и спасяват „Пинар“. Холмс отбелязва, че не му е ясно защо е този опит за самоубийство и предлага незабавно да извикат полицията. Уотсън и Пайкрофт са в недоумение и Холмс най-накрая им обяснява логиката на този мистериозен случай.
„Френско-Средиземноморско Харуардско дружество“ не съществува, но Пайкрофт е помолен да напише молба за работа в него, за да се получи образец от почерка му. Пайкрофт също така е уговорен да не пише писмо до банката, в резултат на което в банката трябва да се яви измамникът, когото никой не може да познае и който ще владее ръкописния почерк на Пайкрофт. За презастраховане самият Пайкрофт е изпратен до Бирмингам и е ангажиран с усилена работа. В измамата са включени двама мошеници, един от които ще представлява мнимия „Пайкрофт“, а другият – ще залъгва реалния Пайкрофт. Статия във вестника на масата на „Пинар“ потвърждава думите на Холмс – мошениците, братя Бидингтън, използват точно такава схема, за да ограбят банка. Въпреки това, един от братята, а именно „лъже-Пайкрофт“ случайно е арестуван след обира, а другият брат „Пинар“ е арестуван от Холмс, Уотсън и истинския Пайкрофт.

## Коментар
Сюжетът в разказа е подобен на този в „Клубът на червенокосите“, който също включва измама, при която един човек е премахнат за известно време, за да може да се извърши замисленото престъпление. Същата идея е заложена и в разказа „Тримата мъже с фамилия Гаридеб“.
Трябва да се отбележи, че Холмс не е участвал в залавянето на крадеца „лъже-Пайкрофт“, но е помогнал на полицията.

## Адаптации
През 1922 г. разказът е екранизиран в британския едноименен филм с участието на Ейли Норуд като Холмс и на Хюбърт Уилис като Уотсън. 